# Angelo Bondi
Angelo Bondi (Santa Marinella, 2 ottobre 1948) è un allenatore di pallacanestro italiano.

## Carriera
Nel 1998-99 è subentrato dopo le vacanze natalizie ad Aldo Gierardini sulla panchina dell'Azzurra Orvieto in Serie A2. La formazione retrocesse e Bondi rimase un altro anno, per poi lasciare per impegni lavorativi. Ha guidato in Serie A1 femminile Virtus Viterbo e Cestistica Azzurra Orvieto. Nel 2015 diventa allenatore della squadra maschile di Serie C Gold della Ste. Mar 90 Civitavecchia. Nel 2016 viene ingaggiato dall'Orvieto Basket e ne diventa allenatore, competendo in Serie C Silver umbra

## Palmarès
- Campionato italiano di Serie A2: 1
Azzurra Orvieto: 2011-12
- Campionato italiano di Serie B d'Eccellenza: 1
Azzurra Orvieto: 2008-09
- Coppa Italia B Eccellenza: 1
Azzurra Orvieto: 2009